# Alligatorsköldpadda
Alligatorsköldpadda (Macrochelys temminckii) är en sköldpaddsart som tillhör familjen huggsköldpaddor. Den kallas också alligatorsnappsköldpadda.

## Utseende
Alligatorsköldpaddan är den största arten i familjen huggsköldpaddor och kan väga 80 till 90 ibland till och med 100 kilogram. Hanarna är större än honorna.
Alligatorsköldpaddor har inga tänder men deras käkkanter är vassa och formade som knivsegg. De har otroligt kraftfulla käkar och kan bita av en kvast eller en tjock gren, vilket också betyder att den lätt kan bita av ett finger eller en tå.
Alligatorsnappsköldpaddorna är sköldpaddans motsvarighet till Mississippialligatorerna. De har kraftiga benplattor på ryggen precis som hos alligatorerna och är mycket tåliga för skador.

## Utbredning och miljö
Alligatorsköldpaddorna lever i Mississippifloden, i Floridas Everglades och delar alltså miljö med Mississippialligatorerna. Alligatorsköldpaddorna lever i Okefenokee och Georgia. Okefenokee betyder den skakande marken och är ett våtmarksområde som ligger mellan Georgia och Everglades i Florida. Även träsk i Louisiana är områden som alligatorsköldpaddorna föredrar att leva i. Det finns dock inte lika många i Louisiana som i Mississippi och Okefenokee.

## Levnadssätt
Båda könen är ensamlevande och lever till största delen av dagen i vattnet. Arten är för det mesta lugn och långsamsimmare, men är väldigt aggressiv mot inkräktare vilket kan vara mississippialligatorer, människor eller andra sköldpaddor. Om en människa skulle ha oturen att trampa på en alligatorsköldpadda skulle man förmodligen förlora en tå eller mer.

### Jaktmetod
Alligatorsköldpaddorna jagar med hjälp av jaktmetoden bakhåll (vilket är vanligt hos köttätande reptiler i Mississippi). Alligatorsköldpaddorna sover förmodligen mycket men jagar byten både dag och natt. Deras jaktmetod är väldigt fascinerande. De har en liten utväxt under deras tunga som ser ut som en liten mask. Deras munnar är öppna och de väntar på att en fisk ska komma nära nog för sköldpaddan att slå till käkarna. När en fisk kommer nära nog stänger de munnarna och äter upp fisken. På grund av deras färg ser man inte att de är i den mörka dammen. Deras färg fungerar som kamouflage.

### Föda
Dessa djur äter fiskar och andra alligatorsköldpaddor som är yngre och svagare (de är alltså kannibaler) samt alligatorungar, ägg och fåglar.

### Försvar
Alligatorsköldpaddornas främsta försvar är precis som de vanliga snappsköldpaddornas försvar: ett kraftfullt bett som de kan använda för både djur i samma storlek eller mot människor eller alligatorer och medellånga klor som de använder mot mindre djur.
Alligatorsköldpaddorna använder extremt mycket styrka i försvar och attack. Den kan dra ut halsen ganska långt för att nå bättre när den ska hugga och både utsträckningen och hugget blir kraftfullt för att nå maximal effekt. Tack vare styrkan kan dessa sköldpaddor simma förvånansvärt snabbt (men inte lika snabbt som vissa andra sköldpaddsarter). Styrkan varierar mycket från individ till individ.